# Watupo
Watupo ist ein Dorf im Suco Biqueli, auf der zu Osttimor gehörenden Insel Atauro.

## Geographie
Das Dorf Watupo liegt an der Ostküste Atauros, nördlich des Kaps Ponta Careta Tuto, in der Aldeia Ilicnamo. Einen halben Kilometer nördlich befindet sich das Dorf Biqueli, knapp einen Kilometer südwestlich der Weiler Ilicnamo.